# 파울루 세자르 지 소자
파울로 세자르 데 쏘우자(1979년 2월 16일 ~ )는 브라질의 전 축구 선수이다. 전북 현대 모터스에서 선수로 뛰었으며 2005년 리그컵 도움상을 수상하였다. K리그 통산(정규리그와 리그컵 포함) 12경기 출장, 0득점, 5도움의 기록을 남겼다.